# سیارک ۳۵۲۷
سیارک ۳۵۲۷ (به انگلیسی: 3527 McCord، نامگذاری:1985GE1) سه هزار و پانصد و بیست و هفتمین سیارک کشف شده‌است که در ۱۵ آوریل ۱۹۸۵ کشف شد.
قدر مطلق سیارک برابر ۱۳٫۰۰ است.